# Angie McMahon
Angie McMahon (Melbourne, 1993-1994) è una cantautrice australiana.

## Biografia
Prima di iniziare la sua carriera solista, Angie McMahon era membro del gruppo soul The Fabric. Nel 2013 ha vinto una competizione per la Telstra, grazie alla quale ha aperto i concerti australiani della tournée dei Bon Jovi Because We Can. Nel 2017 ha vinto la Josh Pyke Partnership, pubblicando il suo singolo di debutto Slow Mover nello stesso anno. È stato certificato disco d'oro in Australia grazie a 35 000 copie vendute nel paese. È stato seguito da Missing Me a febbraio 2018, anch'esso certificato disco d'oro a livello nazionale. A luglio 2019 è uscito il suo album di debutto Salt, che ha esordito in 5ª posizione nella ARIA Albums Chart e che è stato supportato da un tour nazionale nell'ottobre successivo. Agli APRA Music Awards 2019 Slow Mover ha ricevuto due candidature, mentre agli ARIA Music Awards 2019 Salt è stato candidato nella categoria Miglior album indipendente. Nel medesimo anno ha inoltre vinto il Grulke Prize ed è stata candidata a tre Music Victoria Awards.

## Discografia

### Album in studio
- 2019 – Salt
- 2023 - Light, Dark, Light Again

### EP
- 2019 – Audiotree Live
- 2020 – Piano Salt

### Singoli
- 2017 – Slow Mover
- 2018 – Missing Me
- 2018 – Keeping Time
- 2018 – Helpless
- 2019 – Pasta
- 2019 – And I Am a Woman
- 2019 – Silver Springs
- 2020 – Knowing Me, Knowing You
- 2020 – If You Call (feat. Leif Vollebekk)

#### Come artista ospite
- 2019 – Slave (Jim Alxndr feat. Angie McMahon)